# Ковровець (корабель)
Ковровець (рос. Ковровец) — російський тральщик проєкту 266-М, перебував на службі у складі ЧФ РФ. Бортовий номер 913. Знищений 18 травня 2024 року силами ЗСУ.

## Історія побудови
«Ковровець» був закладений на Середньо-Невському СБЗ. Увійшов до складу флоту 8 листопада 1974 року. З липня 1982 року носив найменування «Курський комсомолець», 15 лютого 1992 перейменований в «Навідник (рос. Наводчик)», 25 липня 1999 — в «Ковровець».

## Історія служби
У 1988 році провів 32 танкери та транспорту через міннонебезпечні ділянки Перської затоки.
З 2006 по 2007 рік проходив ремонт на СРЗ у Стрілецькій бухті (Севастополь).
У лютому 2016 року розпочав патрулювання біля берегів Сирії.
У січні 2017 року приєднався до постійного оперативного з'єднання ВМФ РФ у Середземному морі.
За повідомленнями Військово-морських сил ЗСУ, у ніч на 19 травня 2024 року тральщик «Ковровець» було знищено силами оборони України.